# Землетрус на Суматрі (2022)
25 лютого 2022 року потужний землетрус магнітудою 6,2 стався на Західній Суматрі, Індонезія. За даними Геологічної служби США, землетрус стався на глибині 12,3 км з епіцентром у Пасамані. Щонайменше 12 людей загинули, 388 отримали поранення, четверо зникли безвісти, а в районі Тіґо-Нагарі, округ Пасаман, завдано серйозних збитків.

## Тектонічна обстановка

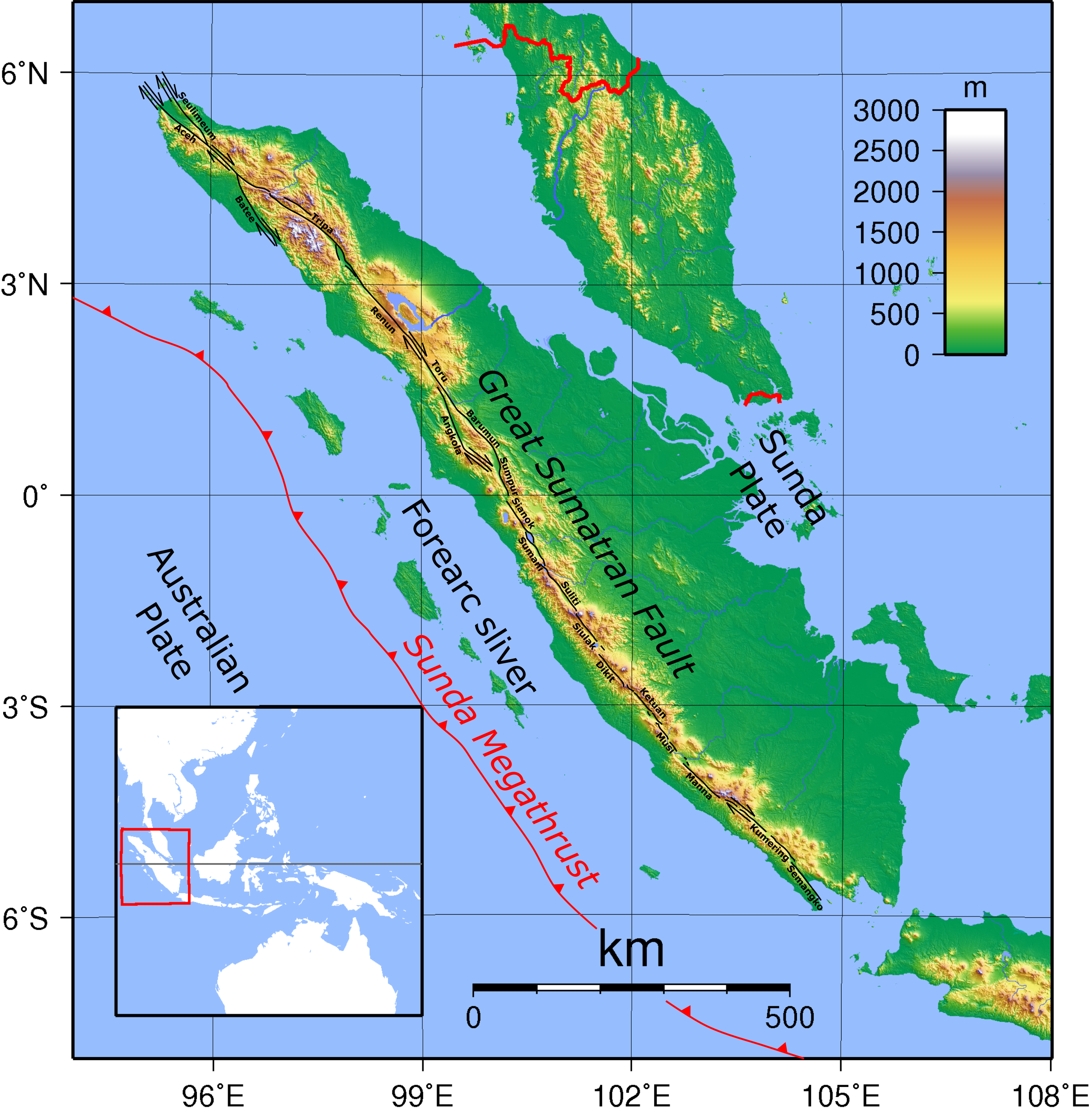
Великий Суматрський розлом

На західному узбережжі Суматри розташована Зондська зона мегаземлетрусів завдовжки 5500 км — це довга конвергентна межа літосферних плит, де Австралійська плита опускається під Бірманську та Зондську плити зі швидкістю 60 мм на рік. Конвергенція уздовж цієї межі плит дуже коса, що сильно деформує Зондську плиту, де вона зсувається уздовж Великого Суматрського розлому. Великий Суматрський розлом є зсувною системою розломів завдовжки 1900 км на березі острова Суматра, який поділений приблизно на 20 сегментів. Зона субдукції на березі Суматри уже була місцем кількох великих землетрусів у 2004 і 2005 роках. Провальні розломи також можуть розірватися в межах Австралійської плити, що спускається вниз; землетрус 2009 року магнітудою 7,6 поблизу Паданга був викликаний зворотним розломом на глибині 80 км. Іноді поверхня субдукційної плити розривається під час землетрусів, викликаючи великі цунамі, наприклад, у 1907, 2004 і 2010 роках. Великий Суматрський розлом був джерелом землетрусів у Ліві 1994 року та Керінчі 1995 року. Він спричинив найбільший землетрус під час серії землетрусів Алахан-Панджанг 1943 року; магнітудою Ms 7,8.